# 헤르만 부르고스
헤르만 아드리안 라몬 부르고스(스페인어: Germán Adrián Ramón Burgos xeɾˈmam ˈbuɾɣos[*], 1969년 4월 16일, 부에노스 아이레스 주 마르 델 플라타 ~)는 원숭이 부르고스(스페인어: El Mono Burgos)라는 별칭으로도 알려진 아르헨티나의 전직 축구 선수로, 현역 시절 골키퍼로 활약했으며, 현재 감독이다.
그는 성인 무대에서 15년을 활약하면서 페로 카릴 오에스테 리버 플레이트, 마요르카, 그리고 아틀레티코 마드리드에서 활약했는데, 이 중 후자의 2개 구단은 스페인 리그 구단이었다. 그는 1990년대 중반부터 2000년대 초반까지 아르헨티나 국가대표 선수이기도 했다.
은퇴 후, 부르고스는 몇몇 구단에서 수석 코치로 같은 아르헨티나 국적의 디에고 시메오네를 보좌하였는데, 2011년부터 9년 동안 아틀레티코 마드리드에서 동행하기도 했다.

## 선수 경력

### 클럽
부르고스는 부에노스 아이레스 주 마르 델 플라타 출신으로, 페로 카릴 오에스테에서 프로 무대 신고식을 치렀다. 1994년, 그는 아르헨티나 프리메라 디비시온 거함 리버 플레이트에 입단해 활약하면서, 큰 키와 단정치 못한 외모로 "원숭이"(mono)라는 별칭이 붙었지만, 리버 플레이트에서 몇 차례 우승을 거두었는데, 이 중 1994년 "아페르투라"에서는 무패로 우승을 거두었다.
부르고스는 1999년 7월에 스페인의 마요르카로 이적해 해외로 발을 돌렸다. 그는 2년 동안 발레아레스 제도에서 활약하며 후배 레오 프랑코에게 자신의 경험을 전수했다.  1999년 11월 27일, 그는 1주 전 에스파뇰 전에서 상대 선수 마놀로 세라노를 카메라로 찍히지 않은 가운데 주먹으로 가격한 데에 11경기 출장 정지 징계를 받았다.
2001-02 시즌, 부르고스는 수도의 세군다 디비시온으로 처졌던 아틀레티코 마드리드로 이적했다. 그는 스페인 리그에 들어온 이래 최고의 한 해로 보내며 소속 구단을 2년 만에 라 리가에 복귀시켰지만, 이어지는 2년 동안 많은 출장 기회를 얻지 못했고, 2003-04 시즌 끝에 35세의 나이로 장갑을 벗었다.
부르고스는 "매트리스 제작자들"(Colchoneros)의 라 리가 복귀 첫 시즌에 레알 마드리드와의 마드리드 더비에서 펼친 맹활약으로 회자되는데, 루이스 피구의 페널티킥을 코로 막아 출혈이 발생하는 부상을 당했다. 그러나 교체되어 나가지 않고 부상 투혼을 벌였고, 아틀레티코 마드리드의 막판 동점골에 힘입어 2-2로 비겨 귀중한 승점을 챙겼다.

### 국가대표팀
부르고스는 7년 동안 아르헨티나 국가대표팀에서 35번의 경기에 출전했다. 1998년과 2002년 월드컵에는 모두 후보 수문장으로 출전했는데, 두 대회에서 주전으로 골문에 선 골키퍼는 각각 카를로스 로아와 파블로 카바예로였다.
부르고스는 2002년 월드컵 예선전에서 로베르토 보나노를 제치고 후반기 주전으로 활약했고, 대회 본선에서 주전으로 활약할 것으로 예상되었으나, 마르셀로 비엘사 감독은 카바예로를 대회 본선에서 골대 앞에 세우기로 결정했다.

## 감독 경력
2010년, 알코르콘에서 골키퍼 코치로 활동하던 부르고스는 또다른 스페인 아마추어 구단 카라방첼의 감독을 맡았다. 이후, 그는 구단과 국가대표팀에서 한배를 탔던 디에고 시메오네와 재회하여 카타니아, 라싱 클루브, 그리고 아틀레티코 마드리드에서 시메오네의 수석 코치로 활동했다.
부르고스는 2014년 4월, 헤타페전에서 공식 경기에 처음으로 구글 글래스를 사용했다. 아스널과의 2017-18 시즌 유로파리그 준결승 1차전에서 시메오네가 스탠드로 추방되면서, 부르고스가 2차전과 결승전에서 선수단을 통솔하게 되었고, 아틀레티코 마드리드는 결승에 올라, 마르세유까지 잡아내며 우승을 거두었다.
시메오네의 징계가 끝나지 않은 가운데, 부르고스는 에스토니아에서 열린 2018년 UEFA 슈퍼컵에서도 선수단을 지휘해 레알 마드리드를 4-2로 꺾었다. 이사진과의 협상이 결렬되면서, 그는 2019-20 시즌 이후 구단을 떠날 것임을 밝혔다.
부르고스는 2021년 3월 14일에 프로 무대에서 처음으로 감독을 맡았는데, 그는 뉴얼스 올드 보이스와 시즌 말까지 계약했고, 종료 후 계약 기간을 1년 연장할 수 있는 조항이 계약서에 붙었다. 그는 코파 데 라 리가 프로페시오날 시즌 중반에 합류하여 남은 8번의 경기에서 승점 10점을 챙겨 B지역의 리그 최하위에 머물렀다. 엎친 데 덮친 격으로 뉴얼스는 코파 수다메리카나 조를 통과하지 못했고, 두 대회가 끝난 후, 부르고스 감독은 상호 계약 해지로 구단을 떠났다.
2022년 2월 22일, 부르고스는 아키스 만치오스의 후임으로 수페르리가 엘라다의 아리스 감독이 되었다.

## 사생활
축구 외로, 부르고스는 음악 활동 이력이 있는데, 현역 선수 시절부터 음악 활동을 병행했다. 그는 록 밴드 가브의 리드로 활동했다.
부르고스는 2003년에 암이 완치되었다.

## 감독 통계
2022년 8월 28일 기준
| 구단                            | 국적       | 취임            | 해임            | 기록 | 기록 | 기록 | 기록 | 기록 | 기록 | 기록 | 기록  |
| 구단                            | 국적       | 취임            | 해임            | 전   | 승   | 무   | 패   | 득   | 실   | 차   | 율 %  |
| ------------------------------- | ---------- | --------------- | --------------- | ---- | ---- | ---- | ---- | ---- | ---- | ---- | ----- |
| 아틀레티코 마드리드 (감독 대행) | 스페인     | 2018년 5월 3일  | 2018년 8월 15일 | 3    | 3    | 0    | 0    | 8    | 2    | +6   | 100   |
| 뉴얼스 올드 보이스              | 아르헨티나 | 2021년 3월 14일 | 2021년 6월 8일  | 15   | 4    | 6    | 5    | 17   | 18   | −1   | 26.6  |
| 아리스                          | 그리스     | 2022년 2월 17일 | 2022년 8월 29일 | 19   | 12   | 2    | 5    | 31   | 16   | +15  | 63.16 |
| 합계                            | 합계       | 합계            | 합계            | 37   | 19   | 8    | 10   | 56   | 36   | +20  | 51.35 |

## 수상
리버 플레이트
- 아르헨티나 프리메라 디비시온
  - 아페르투라: 1994, 1996, 1997, 1999
  - 클라우수라: 1997
- 코파 리베르타도레스: 1996
- 수페르코파 수다메리카나: 1997

아틀레티코 마드리드
- 세군다 디비시온: 2001–02